# Назаревский, Владимир Григорьевич
Владимир Григорьевич Назаревский (1799—1879) — протоиерей русской православной церкви.

## Биография
Родился в 1819 году в семье бедного священника села Теляково Каширского округа Тульской епархии. 
В 1839 году окончил по 1-му разряду Тульскую духовную семинарию и в 1840 году поступил в Московскую духовную академию, где под руководством профессора Ф. А. Голубинсκого занимался преимущественно философией и намеревался посвятить себя научной деятельности. После окончания курса академии со степенью магистра богословия в 1845 году он был назначен смотрителем Рижского духовного училища; с 1845 года стал ключарём Рижского кафедрального собора, а в 1846 года — ректором вновь учреждённого эсто-латышского духовного училища и первоприсутствующим в Лифляндском духовном управлении (консистории); заведовал администрацией и учебной частью всего Рижского викариата.
С назначением в конце 1848 года архиепископа Филарета в Харьковскую епархию, Назаревский хотел перейти туда же протоиереем кафедрального собора, но за произнесённую 15 января 1850 года прощальную речь к пастве, не одобренную тогдашним прибалтийским генерал-губернатором князем А. А. Суворовым, по Синодскому указу был препровождён в псковский Спасо-Мирожский монастырь, где пробыл до конца 1850 года. По выходе из заточения Назаревский служил в Тульской и Харьковской епархиях; в последней он был ректором одного из духовных училищ.
В 1860 году занял место профессора греческого языка в Московской духовной семинарии и настоятеля при московской церкви Св. Трифона; эти две должности он занимал до самой своей смерти.
Кроме нескольких статей по вопросу о необходимости введения контроля над церковными суммами, Назаревским изданы ещё лекции его учителя Ф. А. Голубинского: по умозрительному богословию (М., 1868 г.) и по психологии (М., 1872 г.). 
Умер 9 (21) марта 1881 года. Похоронен на Лазаревском кладбище; перезахоронен на Даниловском кладбище.